# Copa del Generalísimo de fútbol 1960-61
La Copa del Generalísimo de fútbol 1960-61 fue la edición número 57 de dicha competición española. Contó con la participación de 48 equipos.

## Fase final

### Dieciseisavos de final
La ronda de los dieciseisavos de final tuvo lugar entre los días 7 de mayo, los partidos de ida; y 11 de mayo de 1961, los de vuelta.
| Local ida                 | Resultado global         | Local vuelta                 | Ida   | Vuelta |
| ------------------------- | ------------------------ | ---------------------------- | ----- | ------ |
| Baracaldo C. F.           | 1 - 6                    | Real Oviedo                  | 0 - 0 | 1 - 6  |
| C. F. Barcelona           | 11 - 3                   | Real Gijón                   | 7 - 1 | 4 - 2  |
| Real Betis Balompié       | 3 - 1                    | Real Murcia C. F.            | 1 - 0 | 2 - 1  |
| C. D. Condal              | 2 - 11                   | Sevilla C. F.                | 2 - 3 | 0 - 8  |
| Córdoba C. F.             | 4 - 4 (1 - 2, desempate) | Real Santander               | 3 - 0 | 1 - 4  |
| Granada C. F.             | 2 - 5                    | U. D. Las Palmas             | 2 - 0 | 0 - 5  |
| Hércules C. F.            | 0 - 11                   | Real Madrid C. F.            | 0 - 5 | 0 - 6  |
| R. C. D. Mallorca         | 2 - 1                    | Sestao S. C.                 | 1 - 0 | 1 - 1  |
| Club Atlético de Madrid   | 3 - 0                    | C. D. Mestalla               | 2 - 0 | 1 - 0  |
| C. A. Osasuna             | 1 - 2                    | Atlético de Bilbao           | 1 - 0 | 0 - 2  |
| Real Sociedad de Fútbol   | 5 - 3                    | R. C. Celta de Vigo          | 4 - 1 | 1 - 2  |
| C. D. San Fernando        | 0 - 1                    | R. C. D. Español             | 0 - 0 | 0 - 1  |
| C. D. Tenerife            | 3 - 1                    | Elche C. F.                  | 3 - 0 | 0 - 1  |
| Valencia C. F.            | 1 - 1 (5 - 0, desempate) | C. D. Castellón              | 1 - 1 | 0 - 0  |
| Real Valladolid Deportivo | 5 - 1                    | C. D. Orense                 | 5 - 0 | 0 - 1  |
| Real Zaragoza             | 8 - 4                    | R. C. Deportivo de La Coruña | 5 - 1 | 3 - 3  |

### Octavos de final
La ronda de los octavos de final tuvo lugar los días 21 de mayo, los partidos de ida; y 28 de mayo de 1961, los de vuelta.
| Local ida               | Resultado global         | Local vuelta              | Ida   | Vuelta |
| ----------------------- | ------------------------ | ------------------------- | ----- | ------ |
| Atlético de Bilbao      | 5 - 2                    | Real Sociedad de Fútbol   | 3 - 1 | 2 - 1  |
| Club Atlético de Madrid | 2 - 2 (3 - 0, desempate) | Valencia C. F.            | 2 - 0 | 0 - 2  |
| C. F. Barcelona         | 3 - 5                    | R. C. D. Español          | 2 - 3 | 1 - 2  |
| Real Betis Balompié     | 4 - 1                    | Real Oviedo               | 3 - 1 | 1 - 0  |
| U. D. Las Palmas        | 4 - 4 (1 - 2, desempate) | Real Valladolid Deportivo | 4 - 2 | 0 - 2  |
| R. C. D. Mallorca       | 3 - 4                    | Sevilla C. F.             | 2 - 0 | 1 - 4  |
| Real Santander          | 1 - 4                    | Real Madrid C. F.         | 1 - 1 | 0 - 3  |
| Real Zaragoza           | 1 - 1 (0 - 1, desempate) | C. D. Tenerife            | 1 - 0 | 0 - 1  |

### Cuartos de final
La ronda de cuartos de final tuvo lugar entre los días 1 de junio, los partidos de ida; y 4 de junio de 1961, los de vuelta.
| Local ida                 | Resultado global | Local vuelta      | Ida   | Vuelta |
| ------------------------- | ---------------- | ----------------- | ----- | ------ |
| Atlético de Bilbao        | 0 - 5            | Real Madrid C. F. | 0 - 2 | 0 - 3  |
| Club Atlético de Madrid   | 3 - 1            | C. D. Tenerife    | 2 - 0 | 1 - 1  |
| Real Betis Balompié       | 7 - 1            | R. C. D. Español  | 5 - 1 | 2 - 0  |
| Real Valladolid Deportivo | 3 - 2            | Sevilla C. F.     | 3 - 1 | 0 - 1  |

### Semifinales
La ronda de semifinales tuvo lugar entre el 18 de junio, los partidos de ida; y el 25 de junio de 1961, los de vuelta.
| Local ida                 | Resultado global | Local vuelta            | Ida   | Vuelta |
| ------------------------- | ---------------- | ----------------------- | ----- | ------ |
| Real Madrid C. F.         | 8 - 5            | Real Betis Balompié     | 7 - 1 | 1 - 4  |
| Real Valladolid Deportivo | 3 - 4            | Club Atlético de Madrid | 3 - 1 | 0 - 3  |

### Final
La final de la Copa del Generalísimo 1960-61 tuvo lugar el 2 de julio de 1961 en el estadio Santiago Bernabéu de Madrid.
| Domingo 2 de julio de 1961, 20:30 | Club Atlético de Madrid      | 3 - 2 | Real Madrid C. F.          | Estadio Santiago Bernabéu, Madrid                           |                                                             |
|                                   | Peiró 20' 46' · Mendonça 69' |       | Puskás 9' · Di Stéfano 82' | Asistencia: 120 000 espectadores Árbitro(s): Vicente Lloris | Asistencia: 120 000 espectadores Árbitro(s): Vicente Lloris |

|                                 |
| Campeón CLUB ATLÉTICO DE MADRID |
| 2.° título                      |